# Androsace caespitosa
Androsace caespitosa là một loài thực vật có hoa trong họ Anh thảo. Loài này được Lehm. ex Spreng. mô tả khoa học đầu tiên năm 1817.